# Olgabaai
De Olgabaai of Golf van Olga (Russisch: Залив Ольга; Zaliv Olga of Залив (Святой) Ольги; Zaliv (Svjatoj) Olgi; "Baai/Golf van de (Heilige) Olga") is een baai aan de Japanse Zee aan de zuidoostelijke kust van de Russische kraj Primorje. Het is een kleine baai die ongeveer 11 kilometer het land in steekt en ongeveer 4 kilometer breed is. Het noordelijke deel wordt Tichaja Pristan ("kalme werf") genoemd, daar deze door haar ligging beschut is van golven en winden. De baai werd in 1859 ontdekt door het Russische korvet Amerika onder het bevel van Aleksandr Botlin.
Op de noordoostelijke oever bevindt zich de gelijknamige havenplaats Olga en in het westen mondt de rivier de Avvakoemovka (eveneens vernoemd naar een heilige) uit in de baai. De oevers zijn verheven en begroeid met gemengde bossen, waaronder de naar de baai vernoemde soort Larix olgensis. De oevers vormen oostelijke uitlopers van de Sichote-Alin.
In de winter bevriest de baai niet; ondanks de gemiddelde wintertemperatuur van −11 °C, schommelt de watertemperatuur dan tussen de 2 en 3 °C als gevolg van de Zeestroom van Primorje. Deze zeestroming zorgt er tevens voor dat in augustus de watertemperatuur op ongeveer 16 °C ligt.